# Cerca de la frontera
Cerca de la frontera es una película argentina dramática-histórica de 2000 dirigida por Rodolfo Durán sobre su propio guion, escrito con la  colaboración de Eduardo Leiva Muller y protagonizada por Víctor Laplace, Ulises Dumont, Leonor Manso y Claudio Gallardou. Es el primer largometraje del director Rodolfo Durán, quien comenzó a escribirlo cuando trabajaba  como asistente de Miguel Pereira en el rodaje de La última siembra,  en 1990, pasando casi diez años hasta que pudo concluirla y estrenarla. Se estrenó el 8 de junio de 2000.

## Sinopsis
Un periodista perseguido por la última dictadura militar (1976-1983) huye al norte argentino, donde conoce a un sacerdote tercermundista y a una militante de izquierda. Con su ayuda deberá evadir el terrorismo de Estado de la dictadura, y buscar la forma de atravesar la frontera para refugiarse en un país limítrofe.

## Reparto
- Víctor Laplace...	Mario
- Ulises Dumont...	Padre Gabriel
- Leonor Manso...Margarita
- Claudio Gallardou...	Esteban
- Alberto Benegas...Don Javier
- Mirna Suárez...Marina
- Paula Pourtale...	Graciela
- Florencia de la V...	Amanda Lervaneciau
- René Olaguivel...	Conserje
- Gonzalo Morales...Juan
- Carlos Weber...Obispo
- Julia Auge...Pareja frontera
- Lucila Berdichevski...Empleada
- Valentina Carrasco...	Empleada
- Adán Cesarini...	Don Emilio
- Roberto Cruz...	Cliente hotel
- Hector Cuenya...Empleado
- Cristina Del Valle Tula...Paula
- Claudio di Paola...	Perseguidor 2
- María del Carmen Echenique...	Lucy
- Claudio Etcheverry...	Secuestrador 2
- Liliana Fullana...	Cliente hotel
- José Gutiérrez Lai...Perseguidor 3
- Heymo Lopez
- Ricky Maldonado...Cliente prostituto
- Virginia Mamani...Thelma
- Rubén Maravini...	Amenazador
- Mario Melo...Empleado
- Pablo Mercado...Chofer camioneta
- Juan Carlos Ocampo...Secuestrador 1
- Gabriel Rovito...	Perseguidor 1
- Wilfredo Salomone...Oficial redada
- Leticia Marcos.. Azafata

## Comentarios
En el sitio web cineisno dijo Guillermo Ravaschino:

”El hecho de que el film no revele qué decía el artículo de la discordia ni las otras notas que escribía Esteban, como así tampoco cuáles eran sus ideas políticas, refuerza un añejo malentendido en el que el cine de este país incurre cada vez que revisa los años más aciagos de nuestra historia reciente. Los perseguidos políticos a los que refleja Esteban, como los muertos y los desaparecidos, supieron tener convicciones por las que se jugaron hasta el caracú, arriesgando sus vidas sin pensarlo dos veces. La ignorancia, el conservadurismo o una timidez inexplicable, por no decir imperdonable, han llevado una y otra vez a nuestros directores a diluir esa identidad en un mar de personajes "inocentes".

ACM en La Nación opinó:

«Roberto Durán quiso hacer lo que se ve en la pantalla. Sin pedanterías, sin falsedades. Y el resultado final, mucho más allá de ciertas situaciones que podrían haber cobrado mayor vigor emocional, es efectivo.»

Quintín en Tres Puntos dijo:

«Es una película curiosa, que trabaja con materiales exclusivamente convencionales pero sin subrayados y sin abusar de los discursos: la conversión del protagonista tiene lugar en la sobriedad del silencio. Así el film adquiere una ambigüedad curiosa»

## Nominaciones
Asociación de Cronistas Cinematográficos de la Argentina Premios Cóndor 2001
- Candidato al Premio al Mejor Actor de Reparto, Ulises Dumont.
- Candidata al Premio a la Mejor Actriz de Reparto, Leonor Manso
- Candidata al Premio a la Mejor Revelación Femenina: Mirna Suárez